# MRPS34
MRPS34 (англ. Mitochondrial ribosomal protein S34) – білок, який кодується однойменним геном, розташованим у людей на 16-й хромосомі. Довжина поліпептидного ланцюга білка становить 218 амінокислот, а молекулярна маса — 25 650.
| 10         |  | 20         |  | 30         |  | 40         |  | 50         |
| ---------- |  | ---------- |  | ---------- |  | ---------- |  | ---------- |
| MARKKVRPRL |  | IAELARRVRA |  | LREQLNRPRD |  | SQLYAVDYET |  | LTRPFSGRRL |
| PVRAWADVRR |  | ESRLLQLLGR |  | LPLFGLGRLV |  | TRKSWLWQHD |  | EPCYWRLTRV |
| RPDYTAQNLD |  | HGKAWGILTF |  | KGKTESEARE |  | IEHVMYHDWR |  | LVPKHEEEAF |
| TAFTPAPEDS |  | LASVPYPPLL |  | RAMIIAERQK |  | NGDTSTEEPM |  | LNVQRIRMEP |
| WDYPAKQEDK |  | GRAKGTPV   |  |            |  |            |  |            |

A: Аланін

C: Цистеїн

D: Аспарагінова кислота

E: Глутамінова кислота

F: Фенілаланін

G: Гліцин

H: Гістидин

I: Ізолейцин

K: Лізин

L: Лейцин

M: Метіонін

N: Аспарагін

P: Пролін

Q: Глутамін

R: Аргінін

S: Серин

T: Треонін

V: Валін

W: Триптофан

Кодований геном білок за функціями належить до рибонуклеопротеїнів, рибосомних білків. 
Локалізований у мітохондрії.